# Vòng loại Giải vô địch bóng đá nữ U-16 châu Á 2019
Vòng loại Giải vô địch bóng đá nữ U-16 châu Á 2019 là cuộc thi bóng đá dưới 16 tuổi của phụ nữ quyết định các đội tham gia Giải vô địch bóng đá nữ U-16 châu Á 2019.
Tổng cộng có tám đội đủ điều kiện để chơi trong giải đấu cuối cùng được tổ chức tại Thái Lan, bốn trong số đó được quyết định bởi trình độ chuyên môn.

## Bốc thăm
Trong 47 thành viên hiệp hội AFC, tổng cộng có 33 đội tuyển được tham gia giải thi đấu, với Triều Tiên, Hàn Quốc, và Nhật Bản, vô địch đủ điều kiện cho giải đấu cuối cùng bởi vị trí của họ là ba đội hàng đầu của Giải vô địch bóng đá nữ AFC U-16 2017 và do đó không tham gia vòng loại. Các giải đấu cuối cùng tổ chức đội tuyển bóng đá quốc gia của phụ nữ Thái Lan dưới 17 tuổi, mặc dù đã tự động đủ điều kiện cho giải đấu cuối cùng, tham gia vào trình độ chuyên môn. Kết quả là, tổng cộng 30 đội đã bước vào vòng loại. Do số lượng đội tăng, hai vòng loại được lên lịch lần đầu tiên.
Lễ bốc thăm đã được tổ chức vào ngày 30 tháng 5 năm 2018, lúc 15:00 MYT (UTC+8), tại tòa nhà AFC ở Kuala Lumpur, Malaysia..Trong vòng đầu tiên, 30 đội được chia thành sáu nhóm gồm năm đội. Các đội được gieo hạt theo màn trình diễn của họ trong giải đấu cuối cùng của Giải vô địch bóng đá U-16 nữ Châu Á 2017 và vòng loại. Các hạn chế sau đây cũng được áp dụng:
- Sáu đội chỉ ra ý định của họ để phục vụ như máy chủ nhóm đủ điều kiện trước khi rút ra được rút ra thành các nhóm riêng biệt.

| 1. CHDCND Triều Tiên 2. Hàn Quốc 3. Nhật Bản |

| Pot 1                                                                       | Pot 2                                                                      | Pot 3                                                                               | Pot 4                             | Pot 5 (unranked)                                                                                                |
| --------------------------------------------------------------------------- | -------------------------------------------------------------------------- | ----------------------------------------------------------------------------------- | --------------------------------- | --- |
| 1. Trung Quốc 2. Thái Lan (Q) 3. Úc 4. Bangladesh (H) 5. Lào 6. Philippines | 1. Đài Bắc Trung Hoa 2. Việt Nam 3. Myanmar 4. Iran 5. Ấn Độ 6. Uzbekistan | 1. Jordan 2. UAE 3. Hồng Kông 4. Malaysia 5. Kyrgyzstan (H) 6. Quần đảo Bắc Mariana | 1. Guam 2. Palestine 3. Singapore | - Bahrain - Indonesia - Liban - Mông Cổ (H) - Nepal (H) - Pakistan - Sri Lanka (H) - Syria (W) - Tajikistan (H) |

Notes
- Teams in bold qualified for the final tournament.
- (H): Qualification first round group hosts
- (Q): Automatically qualified for final tournament regardless of first round qualification results, and did not advance to second round
- (W): Withdrew after draw

Did not enter
- Afghanistan
- Bhutan
- Brunei
- Campuchia
- Iraq
- Kuwait
- Ma Cao
- Maldives
- Oman
- Qatar
- Ả Rập Xê Út
- Đông Timor
- Turkmenistan
- Yemen